# Aeropuerto de Tawau

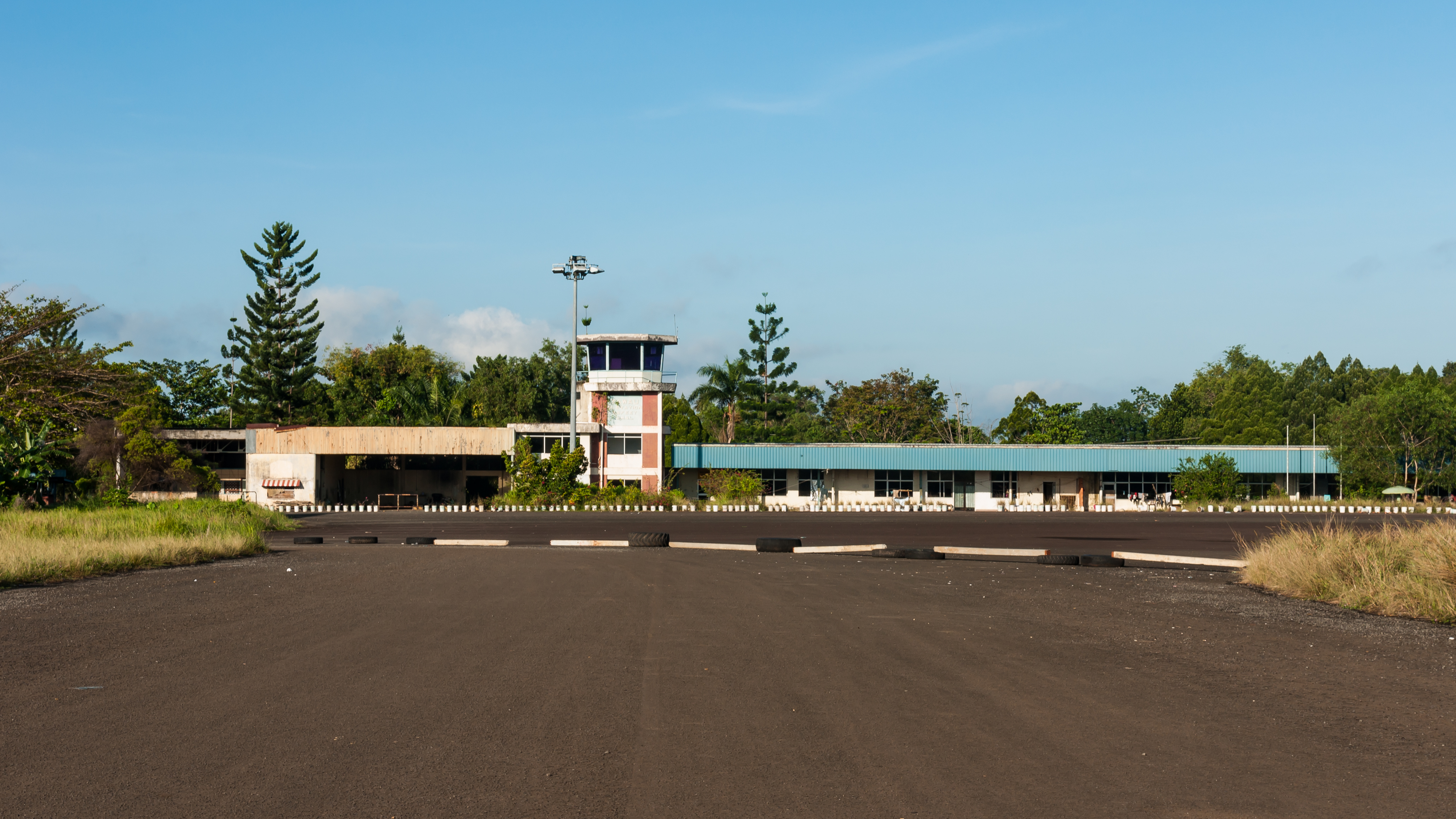
El antiguo aeropuerto de Tawau.

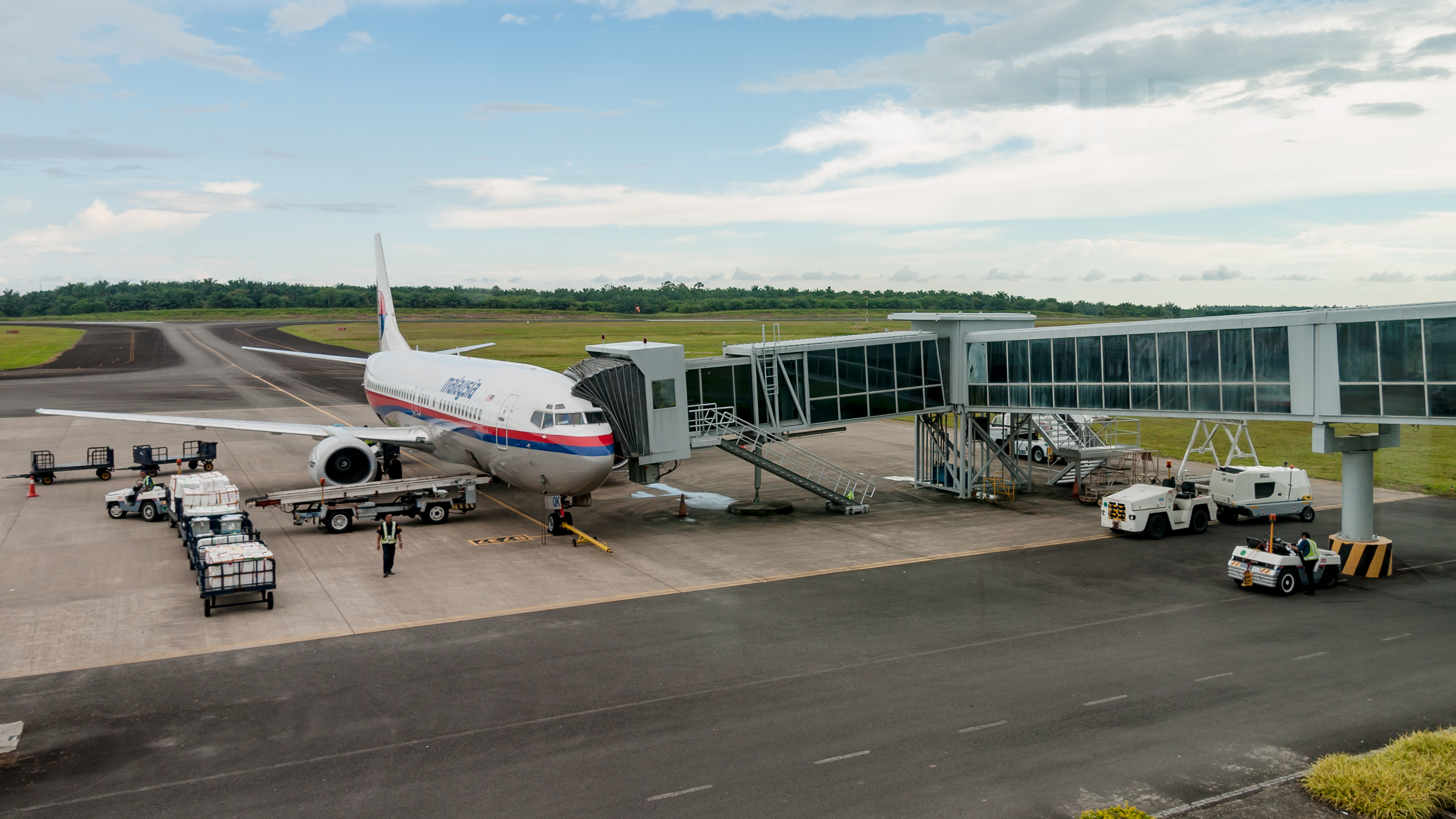
Una de las dos pasarelas en uso del aeropuerto de Tawau.

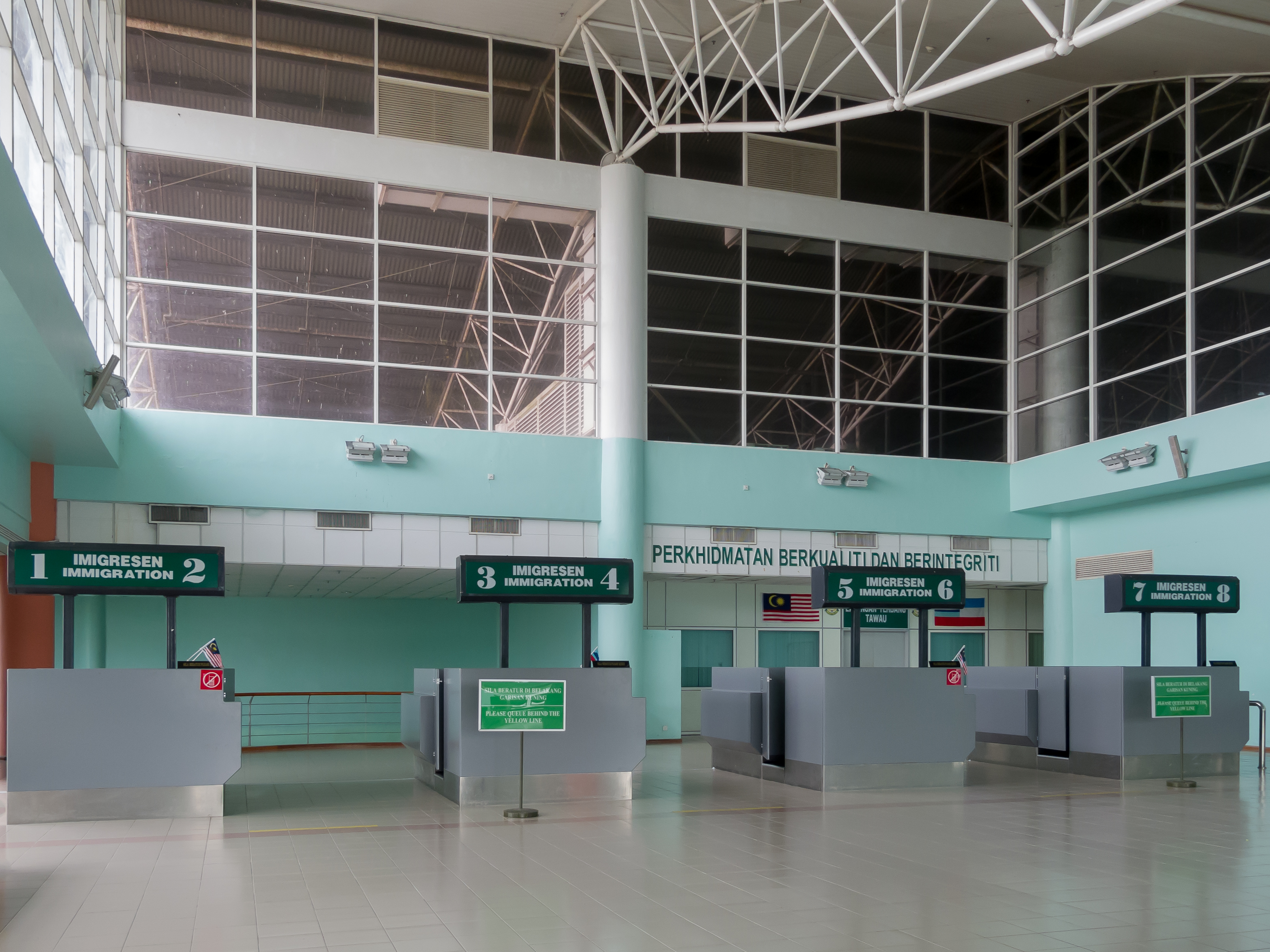
Control de inmigración.

El aeropuerto de Tawau (en malayo: Lapangan Terbang Tawau) (IATA: TWU, ICAO: WBKW) es un aeropuerto ubicado a 28 km al noreste de Tawau, Sabah, Malasia. Es uno de los dos aeropuertos en Sabah con control de inmigración para vuelos internacionales, el otro es el Aeropuerto Internacional de Kota Kinabalu. El aeropuerto de Tawau sirve a los distritos de Tawau, Kunak y Semporna y es el aeropuerto más cercano a las islas de buceo de Sipadan, Mabul y Kapalai, todas ubicadas en este último distrito.

## Historia
Durante sus primeros días, el aeropuerto de Tawau estaba situado en Jalan Utara, literalmente, conocida como la carretera del norte, alrededor de 3,2 km de distancia a Tawau. El aeropuerto fue inaugurado en 1968 por el exministro de Transporte de Malasia, Tun Sardon Haji Jubir. Solo se utilizaba para abastecer a las aeronaves pequeñas, como las Fokker 50.
A principios de los años 80, el aeropuerto recibió su primer vuelo Boeing 737 operado por Malaysia Airlines, al tener una nueva pista extendida. El aeropuerto también pasó a ser destino regional por parte de las ciudades de Tarakan, Balikpapan y Makassar en Indonesia gracias a Bouraq Indonesian Airlines y Merpati Nusantara Airlines durante ese período, debido a la proximidad geográfica y los estrechos vínculos socioeconómicos entre Tawau y las principales zonas urbanas del este de Indonesia.
El 15 de septiembre de 1995, el vuelo 2133 de Malaysia Airlines, un vuelo de Kota Kinabalu operado por un avión Fokker 50, aterrizó 500 m antes del final de la pista de 2200 m de largo. Mientras intentaba dar un rodeo, el avión se estrelló contra una villa llamada Kampung Seri Menanti. Hubo 34 muertes, incluidos dos miembros de la tripulación. En octubre de 2001, otro vuelo de Malaysia Airlines (este operado por un Boeing 737-400) se salió de la pista sin causar heridos ni víctimas mortales.
Una encuesta encontró que el antiguo aeropuerto de Tawau tenía una de las pistas más cortas de Malasia. La pista del aeropuerto debería extenderse (o construirse un nuevo aeropuerto) para acomodar con seguridad aviones más grandes. En vista de esto, el gobierno anunció planes para construir un nuevo aeropuerto que se ubicará en el área de Balung, aproximadamente a 30 km al este del centro de Tawau, a lo largo de la carretera Tawau - Semporna.

## Presente
El nuevo aeropuerto de Tawau se abrió al público en diciembre de 2001. En 2003, fue inaugurado oficialmente por el entonces Ministro de Transporte de Malasia, Tun Dr. Ling Liong Sik. Con la capacidad de soportar más de 1,8 millones de pasajeros por año, es el segundo aeropuerto más grande en Sabah después del Aeropuerto Internacional de Kota Kinabalu. En 2008, 768 967 pasajeros pasaron por el aeropuerto y hubo 10 546 movimientos de aeronaves.
En la actualidad, el aeropuerto de Tawau tiene una pista de 2685 m x 47 m de largo, concretamente la pista 06/24. La pista 24 está equipada con el sistema de aterrizaje por instrumentos (ILS). Para la carga del piso 1 1⁄2, el aeropuerto está equipado con dos pasarelas. Además, tiene capacidad para ocho aviones en un momento dado, y su estacionamiento tiene capacidad para 500 vehículos. Además, hay una estación de policía frente al edificio de la terminal.
En el piso de llegadas, hay mostradores en los que los pasajeros pueden comprar cupones para taxis de aeropuertos o boletos para autobuses de traslado al centro de Tawau.

## Aerolíneas y destinos
| Aerolíneas                             | Destinos                                 |
| -------------------------------------- | ---------------------------------------- |
| AirAsia                                | Johor Bahru, Kota Kinabalu, Kuala Lumpur |
| Malaysia Airlines                      | Kota Kinabalu, Kuala Lumpur              |
| Malaysia Airlines operada por MASwings | Kota Kinabalu, Sandakan, Tarakan         |

### Carga
| Aerolíneas        | Destinos     |
| ----------------- | ------------ |
| AsiaCargo Express | Kuala Lumpur |

## Tráfico y estadísticas

### Estadísticas
| Puesto | Destinos               | Frecuencia (semanal) |
| ------ | ---------------------- | -------------------- |
| 1      | Kota Kinabalu, Sabah   | 56                   |
| 2      | Kuala Lumpur, Selangor | 42                   |
| 3      | Sandakan, Sabah        | 14                   |
| 4      | Tarakan, Indonesia     | 7                    |
| 5      | Johor Bahru, Johor     | 4                    |